# Sematophyllum schimperi
Sematophyllum schimperi är en bladmossart som beskrevs av Brotherus 1925. Sematophyllum schimperi ingår i släktet Sematophyllum och familjen Sematophyllaceae. Inga underarter finns listade i Catalogue of Life.